# Johann Lorenz Rugendas
Johann Lorenz Rugendas der Jüngere (* 5. Februar 1775 in Augsburg; † 19. Dezember 1826 ebenda) war ein deutscher Historienmaler und Kunstverleger.

## Leben
Er macht eine Lehre bei seinem Vater Johann Lorenz Rugendas dem Älteren und von 1784 bis 1793 an der reichsstädtischen Kunstakademie in Augsburg. Ab 1799 übernahm er aufgrund des Todes seines Vaters den familiären Kunstverlag. Ab 1804 war er Lehrer an der Augsburger Kunst- und Zeichenschule, der Nachfolgeeinrichtung der reichsstädtischen Kunstakademie. Deren protestantischer Direktor wurde er 1811. Von 1820 bis 1824 war er zweiter Direktor der „königlichen Kunstschule“. Zwei Jahre später starb er. Sein Sohn Moritz Rugendas wurde ebenfalls ein bekannter Maler.

## Künstlerisches Schaffen
Er arbeitete hauptsächlich als Illustrator von Bilderbögen militärischer Thematik, beruhend auf der Tradition des großen Vorfahren Georg Philipp Rugendas dem Älteren. Dabei erschuf er mit einer Folge aus 52 Darstellungen der napoleonischen Kriege einen überregional bedeutenden Zyklus. Er bereiste wann immer möglich die Kampfplätze selbst, weil er um eine originale Darstellung der Orte bemüht war.
Anstelle der Schabkunsttechnik benutzte er die 1760 aus der Radierung entwickelte Aquatinta. Allerdings war er sich bei seinen ersten Werken seines Könnens nicht sicher und ließ es von anderen Künstlern ausführen.